# Filippo Zappata
Filippo Zappata (6 de julio de 1894 – †30 de agosto de 1994) fue un ingeniero y diseñador de aeronaves italiano. Trabajó para las compañías constructoras de aeroplanos Officine Aeronautiche Gabardini, Cantieri Riuniti dell'Adriatico - CRDA, Blériot Aéronautique, Breda y Agusta. Fue el diseñador de algunos hidroaviones que lograron importantes récords. Zappata se hizo conocido por la calidad de sus diseños, que combinaban la investigación aerodinámica con el sentido de la estética y la elegancia. «El avión más aerodinámico –afirmaba– es también el más bello».

## Primeros años
Filippo Zappata nació en Ancona en 1894. Deseando convertirse en ingeniero naval, comenzó a estudiar en la Regia Scuola Superiore Navale di Genova. Al estallar la Primera Guerra Mundial se presentó voluntario sirviendo como teniente en los Bersaglieri, el cuerpo de infantería de élite italiano. Fue gravemente herido en acción en diciembre de 1916. A su regreso al servicio a principios de 1918, fue destinado inicialmente al servicio técnico aeronáutico y posteriormente a la dirección técnica militar, donde pudo poner en práctica las enseñanzas adquiridas durante su inacabada carrera de ingeniería. 
En 1921 se graduó finalmente en ingeniería mecánica naval en la Regia Scuola y durante un breve período trabajó en la Direzione Tecnica dell'Aviazione Militare en Milán. En 1923 se convirtió en asistente en la Officine Aeronautiche Gabardini en Cameri, donde pronto, se convirtió en subdirector técnico y contribuyó significativamente al desarrollo del prototipo del caza-entrenador biplano monoplaza Gabardini G.9bis.

## 1923-1933 -Cantiere Aeronautici e Navali Triestini - CANTyBlériot Aéronautique
A finales de 1923, Zappata fue contratado por la Officine Aeronautiche del grupo industrial Cantiere Aeronautici e Navali Triestini - CANT como Subdirector técnico a las órdenes del Ingeniero Jefe de diseño Raffaele Conflenti. Aunque se le encomendó la dirección del Departamento Experimental dentro de la empresa, a Zappata, se le negó la posibilidad de poner en producción sus diseños, prefiriéndose los más tradicionales y confiables de Conflenti.
Por estos motivos, Zappata decidió abandonar la empresa italiana y trasladarse a Francia, donde fue contratado como diseñador en la compañía del pionero de la aviación Louis Blériot. Aquí, finalmente tuvo la oportunidad de diseñar y ver construir su primer avión, el Blériot 110 (o Blériot-Zappata 110) un monoplano monomotor experimental para vuelos de larga distancia que realizó su primer vuelo en 1930 y, que consiguió nuevos récords de vuelo de distancia en circuito cerrado (1932); en la última ocasión permaneció en el aire durante 76 horas y 34 minutos cubriendo una distancia de 10601 km y, con el que -nombrado  Joseph Le Brix-  Paul Codos y Maurice Rossi establecieron un nuevo récord de distancia en línea recta, volando 9105 km desde Nueva York hasta Rayak (Gran Libano), en agosto de 1933. Zappata fue galardonado en 1932 con la Légion d'Honneur (Chevalier) por el gobierno francés.
Asimismo entre otros, diseñó el gran hidrocanoa cuatrimotor Blériot 5190 Santos-Dumont, destinado al transporte postal a través del Atlántico Sur.

## 1933-1942 -Cantieri Riuniti dell'Adriatico - CRDA
El 18 de septiembre de 1930, CANT absorbe el accionariado de los astilleros Stabilimento Tecnico Triestino para formar los Cantieri Riuniti dell'Adriatico - CRDA, aunque los aviones, continuaron usando el acrónimo CANT. Por otro lado, en 1933, el ministro de la Aviación, mariscal Italo Balbo convenció a Zappata, que entonces todavía trabajaba para la compañía Blériot Aéronautique, consiguiendo previamente que Louis Bleriot accediera a rescindir el contrato en exclusiva, para que se convirtiera en Director Técnico de su Officine Aeronautiche. A partir de entonces, los aviones creados a partir de sus diseños adquirieron, como era costumbre, una "Z" adicional en el acrónimo.

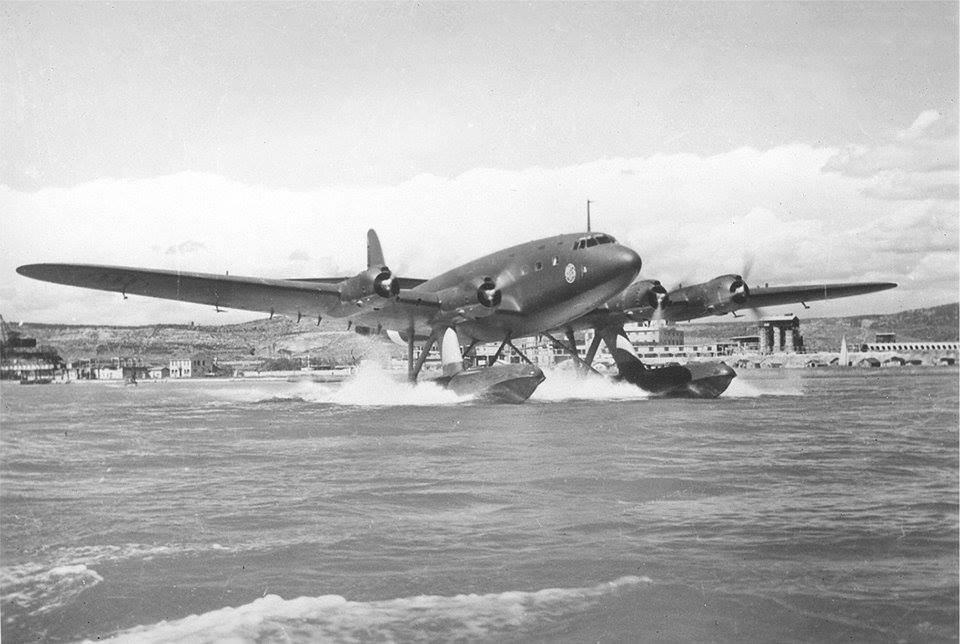
CANT Z.511

En los siguientes nueve años, bajo su control, se crearon dieciocho nuevos tipos de aviones; también agregó departamentos de diseño y talleres de aviones terrestres, y de pruebas con un aeródromo, por lo que, con todo ello la fuerza laboral creció de 350 a 5000 operarios. En asociación con el piloto jefe de pruebas Mario Stoppani, los diseños de Zappata establecieron 41 récords aeronáuticos mundiales. El CANT Z.506 todavía mantiene el récord de distancia para un hidroavión en un circuito cerrado.
Los hidroaviones CANT Z.501 (1934) y Z.506 (1935), y el bombardero trimotor (rival del SM.79) Z.1007 (1937) se convirtieron en los tipos italianos estándar en sus respectivas categorías. La predilección de Zappata por la construcción en madera se hizo notoria, tanto en el Gabbiano como en el Airone; y sin embargo, fueron vistos como una necesidad temporal. A pesar de ello, ambos aviones eran robustos y resistían bien las duras condiciones. Sus siguientes y nuevos diseños fueron concebidos con una construcción totalmente metálica, incluyendo el bombardero bimotor CANT Z.1018 Leone (1939), el hidroavión bimotor CANT Z.515 (1939) y el cuatrimotor CANT Z.511 (1940), que en su momento, y también hoy en día fue y es el hidroavión con flotadores de mayor tamaño construido. En el ámbito civil destaca especialmente el trimotor de enlace y turismo CANT Z.1012 (1937).

## 1942-1951 -Società Italiana Ernesto Breda
A principios de 1942 el fabricante aeronáutico Società Italiana Ernesto Breda le propuso asumir el cargo de diseñador jefe en la sección aeronáutica. Buscando nuevos estímulos y atraído por el mayor potencial de la empresa de Sesto San Giovanni, Zappata decidió aceptar la propuesta. Para Breda, Zappata diseñó la familia de monoplanos bimotores compuesta por el bombardero de alta cota Breda BZ.301, (Leone III), el caza pesado BZ.302, el caza nocturno BZ.303, (Leone II) y el cazacarros BZ.304, todos basados en el CANT Z.1018 Leone. De ellos, sólo se construyó el BZ.303. En 1943 a raíz del Armisticio de Cassibile los alemanes tomaron el control de las empresas Breda y CRDA. La gran destrucción de las instalaciones de la sociedad el 30 de abril de 1944 por bombardeos aliados detuvo la construcción del prototipo BZ.303 que se estaba completando en Bresso; acabando como muchos otros proyectos inacabados, siendo finalmente desguazado.

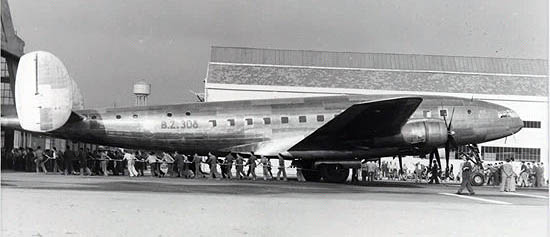
Breda-Zappata BZ.308

Durante el curso de la guerra, Zappata dedicó una considerable cantidad de tiempo al diseño de un gran transporte civil cuatrimotor. La construcción del prototipo Breda-Zappata BZ.308 tuvo que esperar hasta la finalización de la guerra en Europa, y se inició en la planta Breda de Sesto San Giovanni en 1946 realizando su primer vuelo en agosto de 1948. Debido a su apariencia similar al Lockheed Constellation, fue apodado en ese momento la "Connie italiana". 
Este avión debía marcar la reanudación de la actividad aeronáutica civil italiana; sin embargo, debido a la precaria situación económica de la Italia de la posguerra, la Societá Breda se vio absolutamente impotente, al comprobarse que los fabricantes estadounidenses, casi con toda certeza, iban a absorber la mayor parte del mercado de aviones de línea de la posguerra; ello, unido a la falta de apoyo del gobierno, impidió realizar las inversiones necesarias para la modernización del utillaje necesario para iniciar la producción a pequeña escala, que no logró consolidarse y el proyecto fue abandonado.
En cualquier caso, a raíz de este fracaso, y de las dificultades financieras que conllevo, tampoco pudo llegar a buen fin el que sería el último proyecto de Zappata, el bimotor de corto alcance para 11-15 pasajeros BZ.309 que también fue detenido.

## 1952-1963 - Elicotteri Agusta

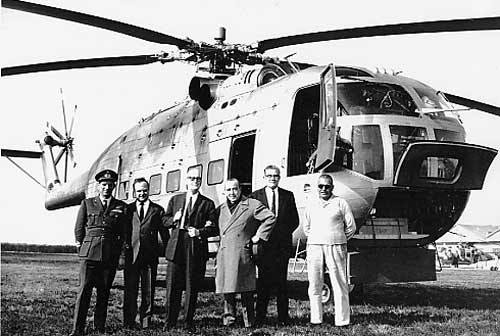
Helicóptero A.101 en 1964. En el centro el conde Domenico Agusta del brazo de Filippo Zappata

En 1951, tras la profundización de la crisis y la profunda reorganización del complejo industrial, Zappata deja la Società Italiana Ernesto Breda. Al año siguiente aceptó convertirse en el ingeniero jefe de la división aeronáutica de la empresa del pionero de la aviación, conde Domenico Agusta fabricante entonces de las motocicletas MV Agusta. Diseñó el Agusta AZ.8L, un pequeño tetramotor comercial de corto alcance probado el 9 de junio de 1958. Cuando el AZ.8L no logró atraer clientes, la firma Agusta abandonó el proyecto para centrarse en el diseño y fabricación de helicópteros tanto a título propio, como bajó licencia cuando, en 1954 obtuvo la posibilidad de producir, en un principio, el modelo Bell 47 de la compañía estadounidense Bell Aircraft Corporation. Zappata, también contribuyó significativamente al diseño del gran helicóptero trimotor de transporte Agusta A.101 (originalmente denominado AZ.101), cuyo primer vuelo tuvo lugar en octubre de 1964. Ambos aparatos eran muy avanzados para su tiempo, pero no pudieron ponerse en producción debido a la falta del suficiente apoyo gubernamental como con el BZ.308. y, a diversas trabas relacionadas con la política exterior italiana de la época. Zappata permaneció en la empresa hasta 1963, cuando se jubiló a los 69 años. Consultor de la firma durante unos años más, se retiró definitivamente en 1973. Filippo Zappata falleció en Gallarate, Varese, el 30 de agosto de 1994, a la edad de 100 años.